# RCA 스튜디오 II

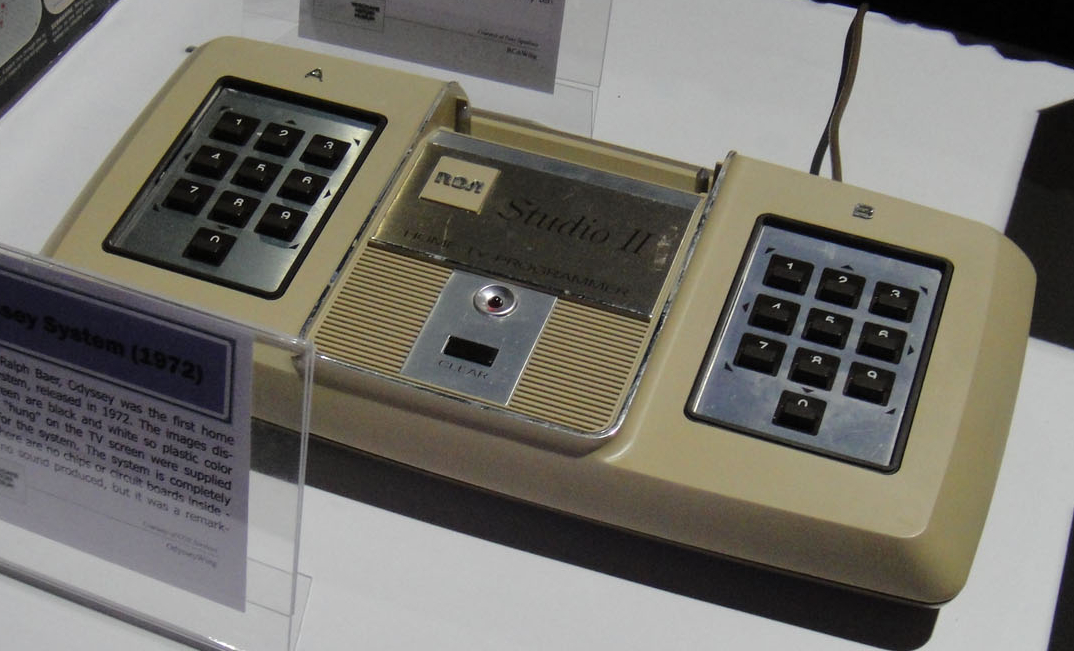
RCA Studio II - 1977

RCA 스튜디오 II는 RCA에서 1977년 1월 발매한 가정용 게임기
아튜디오 II의 게임 그래픽은 흑백으로 초기의 퐁 게임보다 약간 발전한 정도였고 사운드는 길이가 다른 단순한 비프음이었다. 스튜디오 II는 조이스틱이 없었는데 게임기의 윗부분에 2개의 키패드가 그 역할을 했다.
스튜디오 II는 5개의 게임을 내장하고 있으며 스위치박스라는 기기를 사용하여 TV 신호와 게임기 신호를 전환하고 DC 전원을 게임기에 공급했다. 이러한 비디오와 전원을 하나의 선으로 이용하는 방식은 나중에 아타리 5200에서도 볼 수 있다.
스튜디오 II는 이전에 발매된 페어차일드 채널 F에 비해 낮은 기능으로 성공하지 못했으며 9달 후 아타리 2600이 발매되자 곧 단종되었다.

## 사양
- CPU : RCA 1802 1.78 Mhz
- ROM : 16KB (2KB롬 8개), 내장게임 5개
- RAM : 4KB (512바이트 램 8개)
- 그래픽 : RCA 1861 Pixie 비디오 칩, 해상도 64x128 흑백

## 내장 게임
- Addition
- Bowling
- Doodle
- Freeway
- Patterns

## 카트리지 게임
- Baseball
- Bingo
- Biorhythm
- Blackjack
- Fun with Numbers
- Gunfighter / Moonship Battle
- Spacewar
- Speedway / Tag
- Tennis / Squash
- TV Schoolhouse I
- TV Schoolhouse II